# Cities in Motion: Symulator transportu miejskiego
Cities in Motion: Symulator transportu miejskiego (ang. Cities in Motion) – gra komputerowa należąca do gatunku gier ekonomicznych, wyprodukowana przez studio Colossal Order i wydana 22 lutego 2011 przez przedsiębiorstwo Paradox Interactive.
2 kwietnia 2013 wydana została kontynuacja gry – Symulator współczesnej metropolii: Transport i komunikacja miejska.

## Opis gry
Gra jest symulacją przedsiębiorstwa komunikacji miejskiej. Celem gracza jest stworzenie sprawnej i dochodowej sieci transportowej na terenie jednego z czterech miast – Berlina, Wiednia, Helsinek lub Amsterdamu. Do dyspozycji gracza oddane zostały 34 pojazdy, wśród których znajduje się pięć rodzajów środków transportu – autobusy, tramwaje, metro, tramwaje wodne oraz śmigłowce. Akcja gry obejmuje lata 1920-2020. Wraz z upływem czasu pojawiają się nowe modele pojazdów a miasta się rozbudowują.
W grze dostępna jest kampania, w skład której wchodzi 12 misji, tryb gry swobodnej, a także edytor map.

## Dodatki
Wydanych zostało trzynaście dodatków do gry w formie DLC:
- Design Classics – wydany 5 kwietnia 2011; dodaje pięć nowych pojazdów.
- Design Marvels – wydany 20 maja 2011; dodaje pięć nowych pojazdów.
- Tokyo – wydany 31 maja 2011; dodaje nową mapę – Tokio, nową kampanię oraz siedem nowych pojazdów, w tym kolej jednoszynową.
- Design Now – wydany 14 czerwca 2011; dodaje pięć nowych pojazdów.
- Metro Stations – wydany 23 lipca 2011; dodaje czteroperonowe stacje metra w dwóch układach (wielopoziomowym z peronami ułożonymi prostopadle i jednopoziomowym z peronami ułożonymi równolegle).
- German Cities – wydany 14 września 2011; dodaje dwa nowe miasta – Lipsk i Kolonię oraz nową kampanię.
- US Cities – wydany 17 stycznia 2012; dodaje dwie nowe mapy – Nowy Jork i San Francisco oraz pięć nowych pojazdów, w tym trolejbusy i tramwaje linowe.
- Design Dreams – wydany 29 lutego 2012; dodaje pięć nowych pojazdów.
- ULM – wydany 12 kwietnia 2012; dodaje nową mapę – Ulm.
- Paris – wydany 15 maja 2012; dodaje nową mapę – Paryż oraz cztery nowe pojazdy.
- St Petersburg – wydany 26 lipca 2012; dodaje nową mapę – Petersburg oraz pięć nowych pojazdów.
- London – wydany 20 listopada 2012; dodaje nową mapę – Londyn oraz pięć nowych pojazdów.
- Design Quirks – wydany 5 lutego 2013; dodaje pięć nowych pojazdów.

Równlegle z dodatkiem German Cities wydane zostało darmowe uaktualnienie gry (1.0.21), dodające pięć nowych pojazdów i cztery nowe mapy – Monachium oraz stworzone przez graczy – Bukareszt, Kapalla i Rivercity.